# Дилатометрия

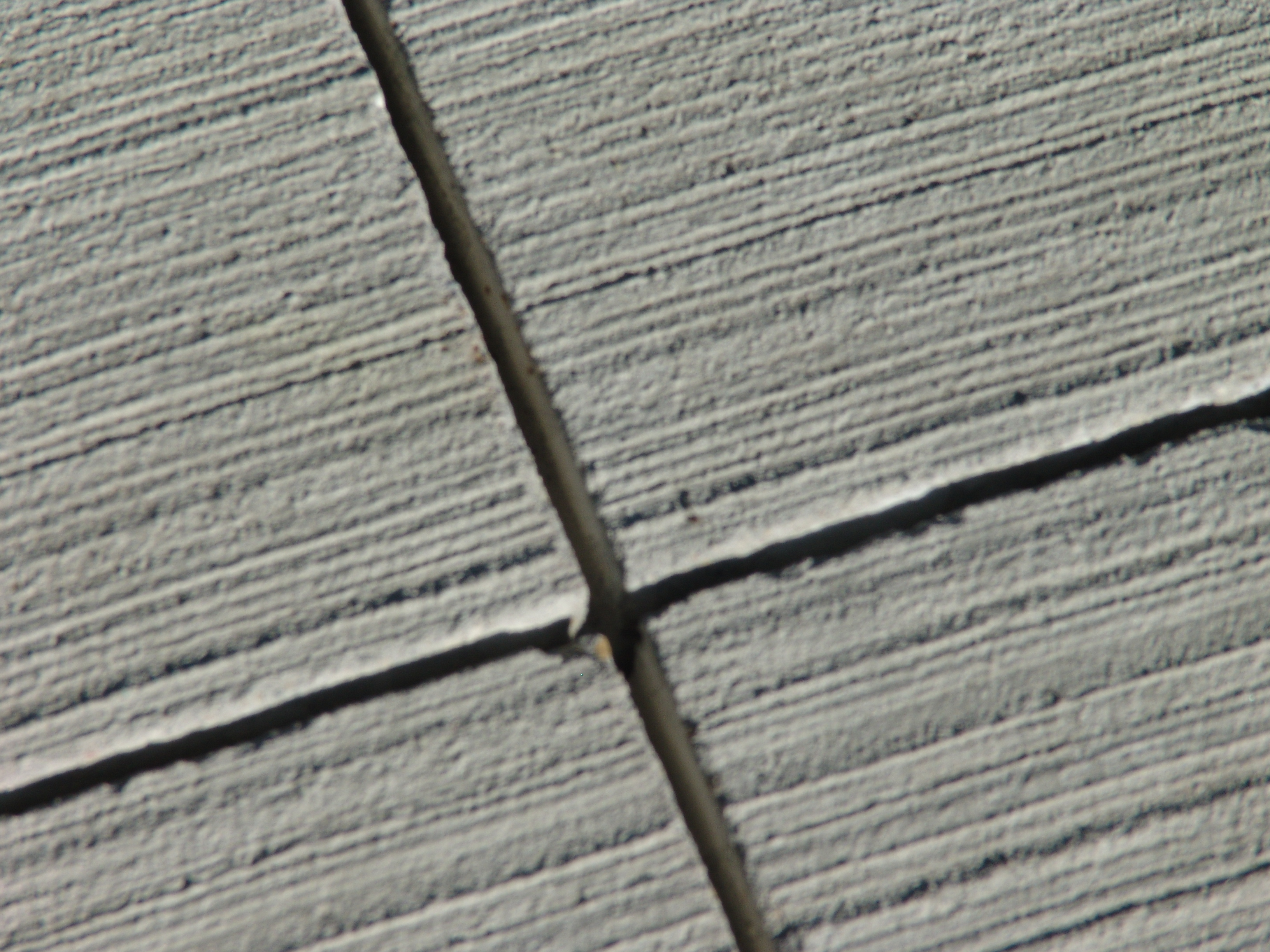
Дефект проявившийся без должного изучения дилатометриками

Дилатоме́трия (от лат. dilato — расширяю и … метрия) — один из ключевых разделов физики, изучающий прежде всего прямую связь между изменениями объёмов испытуемых тел от воздействия на них внешних факторов, как то: давление, температура окружающей среды, магнитных полей, электричества, ионизирующих и радиационных излучений и многого другого.
В основном дилатометрия акцентирована на изучении расширения тел при нагревании и всевозможные связанные с этим изменения последних, вплоть до молекулярного уровня. Используемые для этой цели приборы тривиально названы дилатометрами.
Данные, которые получают учёные-дилатометрологи совершенно незаменимы в металлургии, автомобилестроении, авиастроении и ряде других ключевых промышленных направлениях.